# Воронино (Тутаевский район)
Воронино — деревня в Тутаевском районе Ярославской области России.
В рамках административно-территориального устройства относится к Помогаловскому сельскому округу Тутаевского района, в рамках организации местного самоуправления включается в Левобережное сельское поселение.

## География
Деревня находится в центральной части области, в подзоне южной тайги, на правом берегу реки Солдобохоти (приток Чернухи), к востоку от автодороги 78Н-0772, на расстоянии примерно 11 километров (по прямой) к северу от города Тутаева, административного центра района.

### Климат
Климат характеризуется как умеренно континентальный, с умеренно холодной зимой и тёплым умеренно влажным летом. Среднегодовая температура воздуха — +4,7 °C. Средняя температура воздуха самого холодного месяца (января) — −11,6 °C (абсолютный минимум — −38,4 °C); самого тёплого месяца (июля) — +17,2 °C (абсолютный максимум — +35,8 °C). Вегетационный период длится около 165—170 дней. Годовое количество атмосферных осадков составляет около 500—600 миллиметров, из которых большая часть выпадает в тёплый период. Среднегодовая скорость ветра — 2,6 м/с.

### Часовой пояс
Воронино, как и вся Ярославская область, находится в часовой зоне МСК (московское время). Смещение применяемого времени относительно UTC составляет +3:00.

## История
Образован в 2001 году на территории Помогаловского сельсовета Тутаевского района Постановлением Государственной Думы Ярославской области от 02.10.2001 № 203 «Об изменениях в административно-территориальном устройстве Тутаевского района Ярославской области». Тем же Постановлением установлен тип сельского поселения — деревня и
поддержано предложение о присвоении новому населенному пункту (деревне) наименования «Воронино».

## Население
| 2007 | 2010 |
| ---- | ---- |
| 0    | ↗3   |

## Инфраструктура
Личное подсобное хозяйство с зоной сельскохозяйственного использования, индивидуальная застройка усадебного типа.

## Транспорт
Просёлочные дороги.